# 圣科洛马德克拉尔特
圣科洛马德克拉尔特，是西班牙加泰罗尼亚塔拉戈纳省的一个市镇。总面积34平方公里，总人口2780人（2001年），人口密度82人/平方公里。